# Richard D'Oyly Carte
Richard D'Oyly Carte (3 de mayo de 1844 – 3 de abril de 1901) fue un agente de talentos, impresario teatral, compositor y hotelero inglés durante la segunda mitad de la época victoriana. A pesar de sus orígenes humildes, Carte construyó dos teatros en Londres, fue el dueño de un imperio hotelero y, al mismo tiempo, estableció una compañía de ópera que existió por más de cien años y una agencia de talentos que brindó sus servicios a algunos de los artistas más importantes de esa época.
Carte inició su carrera en el negocio de construcción de instrumentos musicales y publicación de partituras de su padre. Inicialmente, escribía y conducía música, pero poco después se dedicó a promover las carreras de otros artistas. Él creía que una compañía inglesa de ópera cómica podía ser tan popular como las atrevidas obras francesas que dominaban el escenario musical de Londres durante los años 1870. Para cumplir con este deseo, Carte contactó al dramaturgo W. S. Gilbert y al compositor Arthur Sullivan y juntos producirían una serie de trece óperas cómicas que pasarían a ser conocidas como las óperas Savoy. Asimismo, el empresario fundó la D'Oyly Carte Opera Company (Compañía de Ópera D'Oyly Carte) y construyó el Teatro Savoy para producir y albergar las óperas del dúo.

## Primeros años
Carte nació el 3 de mayo de 1844 en Greek Street en West End (Londres), siendo el mayor de los seis hijos de Richard Carte (1808-1891), un flautista, y Eliza Carte (1814-1885). Ambos se habían fugado para casarse, para decepción del padre de Eliza, Thomas Jones, un clérigo. Sus hermanos fueron Blanch (1846-1935), Viola (1848-1925), Rose (1854-?), Henry (1856-1926) y Eliza (1860-1941). La familia era de ascendencia galesa y normanda y eran descendientes de Robert D'Oyly. En 1850, para suplementar sus ingresos como flautista, el padre de Carte empezó a trabajar en Rudall, Rose & Co., una firma de fabricantes de instrumentos musicales y editores de partituras musicales. Después de que Carte se convirtiera en socio, la firma pasó a llamarse Rudall, Rose, Carte and Co. y posteriormente Rudall, Carte & Co.
Richard fue criado en Dartmouth Park Road y su madre trataba de que la familia se interesara en el arte, la música y la poesía. De hecho, Carte empezó a aprender a tocar violín y flauta a una temprana edad, la familia hablaba francés en el hogar dos días por semana y acudían al teatro con frecuencia. Carte asistió a la University College School, pero interrumpió sus estudios en 1860. Al año siguiente, logró un nivel de Primera Clase en sus exámenes de matrícula, lo que le permitió asistir a la University College de Londres. Sin embargo, en 1862 abandonó la universidad para trabajar en el negocio de su padre junto con su hermano Henry. Durante este periodo, estudió música y compuso varias piezas, las cuales dedicó a la actriz Kate Terry, y actuó en varias producciones teatrales amateur.

## Carrera
Entre 1868 y 1877, Carte escribió y publicó la música para varias canciones originales y obras instrumentales, así como la música para tres óperas cómicas: Doctor Ambrosias – His Secret, estrenada en el St. George's Hall (1868); Marie, con un libreto de E. Spencer Mott, estrenada en la Opera Comique en 1871; y Happy Hampstead, con un libreto de Frank Desprez, estrenada en una gira por las provincias en 1876 y posteriormente presentada en el Royalty Theatre (Teatro Royalty) en 1877. Asimismo, fue el director de orquesta de la gira de 1871 de la ópera Cox and Box, con música de Arthur Sullivan y libreto de Francis Burnand, junto a las adaptaciones inglesas de dos piezas de Jacques Offenbach tituladas Rose of Auvergne y Breaking the Spell. El talento musical de Carte lo ayudaría más adelante en su carrera ya que le permitiría tocar el piano en audiciones para cantantes.
A finales de los años 1860 y principios de los años 1870, compartiendo las instalaciones de la firma de su padre en Charing Cross y posteriormente desde una oficina en Craig's Court, Carte inició una agencia de talentos para cantantes, actores y oradores. La agencia llegaría a tener más de doscientos clientes incluyendo a Charles Gounod, Jacques Offenbach, Adelina Patti, Clara Schumann, Antoinette Sterling, Edward Lloyd, Thomas German Reed, George Grossmith, Matthew Arnold, James McNeill Whistler y Oscar Wilde. El actor Hesketh Pearson escribió sobre Carte: «Su fino sentido de los negocios era complementado por una manera de ser agradable y franca... Para él, lo que otros consideraban riesgoso, era una certeza. Conocía a todas las personas que valía la pena conocer... y su juicio práctico era tan acertado como su sentido artístico».

### Fundación de la compañía de ópera

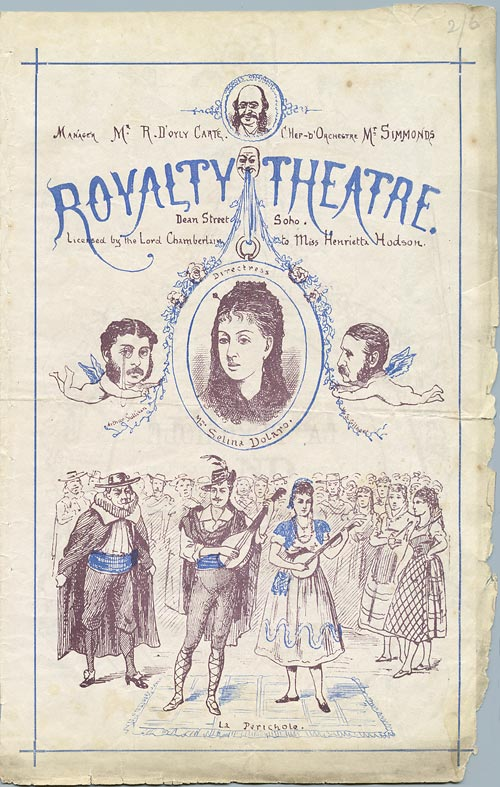
Cubierta del programa de Trial by Jury (1875).

En 1874, Carte arrendó la Opera Comique, un pequeño teatro cerca de Strand (Londres), en donde presentó una compañía teatral de Bruselas interpretando el estreno en Inglaterra de la opereta Giroflé-Giroflà de Charles Lecocq y The Broken Branch, una adaptación inglesa de La branche cassée de Gaston Serpette. En la cubierta del programa del espectáculo, el empresario anunció que su objetivo era «establecer en Londres una morada permanente para ópera ligera». The Observer reportó que «D'Oyly Carte no es sólo un gerente talentoso, sino que también es un músico educado y parece haber captado que el público está empezando a aburrirse de lo que se conoce como opéra bouffe genuina y están listos para recibir entretenimiento musical de un orden más alto, tal como el que un músico produciría con satisfacción».
Carte posteriormente dijo que su «proyecto de vida» era fundar una escuela de ópera cómica inglesa de alta calidad y que fuera apta para toda la familia, en contraste con los burlesques subidos de tono y adaptaciones de operetas francesas que dominaban el teatro musical de Londres en ese entonces. Sin embargo, su experiencia escribiendo operetas lo convenció de que sus talentos creativos no eran adecuados para la tarea. Como le escribiría más tarde al dramaturgo W. S. Gilbert: «Envidió tu posición, pero nunca podría alcanzarla. Si pudiera ser un autor como tú, no sería un gerente. Simplemente soy un comerciante que vende tus trabajos de arte». Además, en 1874 el empresario no contaba con los recursos para convertir su sueño en realidad y después del final de la temporada en la Opera Comique, rescindió del arrendamiento. En ese mismo año, concertó una colaboración entre su cliente Jacques Offenbach y el libretista Henry Brougham Farnie para escribir una opereta basada en el cuento Dick Whittington and His Cat; la obra fue estrenada durante la temporada navideña de 1874 en el Alhambra Theatre.
En 1875, obtuvo el puesto de gerente del Royalty Theatre bajo la dirección de su cliente, la actriz Selina Dolaro. Allí puso en escena La Périchole de Offenbach, pero para completar la noche necesitaba otra pieza, ya que los programas teatrales largos estaban de moda durante la era victoriana. Carte recordó que en 1873 W. S. Gilbert le había mostrado el libreto de una ópera cómica de un acto titulada Trial by Jury. Mientras tanto, Arthur Sullivan disfrutaba todavía del éxito de su ópera de 1867 Cox and Box, la cual había sido reestrenada en el Gaiety Theatre en 1874, y Carte ya le había pedido al compositor una nueva ópera para el Royalty Theatre. El empresario sabía que ambos artistas habían trabajado juntos anteriormente para crear Thespis, por lo que le pidió a Sullivan que escribiera la música para Trial by Jury. Debido a que el libretista y el compositor compartían su visión de incrementar la calidad y respetabilidad del teatro musical inglés y así obtener mayores audiencias a través de óperas ligeras inglesas bien hechas, les dio más autoridad como director y director musical respectivamente de lo que era usual en esa época. Trial by Jury fue un éxito inesperado y de hecho estuvo en cartelera más tiempo que La Périchole, convirtiéndose en el primer paso hacia la meta de Carte.
Carte estuvo a cargo de la primera gira de Trial by Jury, la cual terminó en el Theatre Royal de Dublín en septiembre de 1875. Mientras estaba allí, conoció a la joven actriz escocesa Susan Couper Black, quien usaba el nombre artístico Helen Lenoir. La actriz se mostró fascinada por el proyecto de establecer una compañía para promover la ópera cómica inglesa y canceló su próximo compromiso para unírsele al empresario como su secretaria. Con una buena educación, grandes habilidades como organizadora y un talento diplomático que incluso superaba al de Carte, Lenoir comenzó a estar más involucrada en los negocios del empresario. La pareja se casaría en 1888, tres años después de la muerte de su primera esposa.
Sin embargo, después de la producción original de Trial by Jury, continuó produciendo operetas de Europa continental, realizando una gira durante 1876 con un repertorio que consistía de varias adaptaciones inglesas de óperas bouffe francesas (La Périchole y La Grande-Duchesse de Gérolstein de Offenbach, La Fille de madame Angot de Charles Lecocq y La Timbale d'argent de Léon Vasseur) y dos afterpieces inglesas (Happy Hampstead y Trial by Jury). Carte fue el director musical de la compañía durante esta gira.
Motivado por el éxito de Trial by Jury, trató de recaudar fondos en 1876 para un reestreno de Thespis o para producir una nueva obra. Al año siguiente, consiguió cuatro socios y formaron la Comedy Opera Company (Compañía de Ópera Cómica) para producir los futuros trabajos de Gilbert y Sullivan junto a obras de otros compositores y libretistas británicos. Con los fondos obtenidos, el empresario arrendó la Opera Comique y le propuso al dúo de artistas que produjeran una nueva ópera. Para este entonces, Helen Lenoir había pasado a ser su asistente. La primera obra producida por la nueva compañía fue The Sorcerer de Gilbert y Sullivan en 1877, en la cual se narra la historia de un mago comerciante londinense y su poción de amor patentada. Los artistas y el empresario tuvieron la libertad para elegir al elenco, en lugar de usar actores que habían sido previamente contratados por el teatro en donde el trabajo era producido como había sido el caso de sus trabajos anteriores. El trío eligió actores talentosos, algunos de los cuales eran estrellas populares, y muchos de los seleccionados provenían de la agencia de talento de Carte. El éxito de la obra demostró que el empresario estaba en lo correcto: había un futuro prometedor para la ópera cómica familiar producida en Inglaterra.
The Sorcerer fue seguida por H.M.S. Pinafore en 1878, pero inicialmente no fue tan exitosa como sus predecesoras, por lo que los socios de la compañía abogaron para que se cancelara el espectáculo y así prevenir mayores pérdidas. Sin embargo, después de varios esfuerzos para promocionar la obra por parte de Carte y Sullivan que incluyeron la presentación de música de la obra en varios conciertos públicos en la Royal Opera House, H.M.S. Pinafore se convirtió en un éxito. El empresario persuadió a Gilbert y Sullivan de que cuando su contrato con la Comedy Opera Company terminara en julio de 1879 formaran una sociedad entre los tres. Cada uno contribuyó con £1.000 y la nueva sociedad se llamó Mr Richard D'Oyly Carte's Opera Company (Compañía de Ópera del Sr. Richard D'Oyly Carte). De acuerdo con los términos del contrato, los ingresos netos serían repartidos equitativamente entre los tres socios.
El 31 de julio de 1879, el último día de su contrato con Carte, los socios de la Comedy Opera Company trataron de tomar a la fuerza los decorados de H.M.S. Pinafore durante una presentación, pero los tramoyistas defendieron la escenografía y lograron repeler a los matones enviados por los socios. A pesar del fracaso, los socios pusieron en escena una producción de la ópera en Londres, pero no tuvo tanto éxito como la de D'Oyly Carte y cerró al poco tiempo, por lo que decidieron demandar a Carte por los derechos de las óperas, volviendo a fracasar, y a partir del 1 de agosto de 1879, la nueva compañía se convirtió en el único productor autorizado de los trabajos de Gilbert y Sullivan.

### Primeros años de la compañía de ópera
H.M.S. Pinafore fue tan exitosa que el empresario tuvo que organizar dos compañías teatrales adicionales para realizar giras en las provincias. La ópera permaneció en cartelera en Londres durante 571 presentaciones, convirtiéndose en la segunda temporada más larga para una obra musical en ese entonces. Asimismo, más de 150 producciones no autorizadas fueron puestas en escena en los Estados Unidos, pero debido a que las leyes de ese país no ofrecían protección a la propiedad intelectual de extranjeros, Carte, Gilbert y Sullivan no pudieron reclamar regalías ni controlar el contenido artístico de esas producciones.
Para tratar de contrarrestar estas producciones piratas y capitalizar en la popularidad de la ópera en los Estados Unidos, Carte viajó a Nueva York junto a los autores y la compañía para presentar una producción «auténtica» de H.M.S. Pinafore en la ciudad empezando en diciembre de 1879 y posteriormente realizar una gira por el país. La asistente del empresario, Helen Lenoir, hizo más de 15 viajes a los Estados Unidos durante los años 1880 y 1890 para promover los intereses de su compañía y supervisar las producciones y giras estadounidenses de cada una de las nuevas óperas de Gilbert y Sullivan. Asimismo, empezando con H.M.S. Pinafore, Carte dio autorización a la compañía teatral de J. C. Williamson para producir las obras del dúo en Australia y Nueva Zelanda.
Para evitar producciones piratas, su próxima ópera, The Pirates of Penzance, fue estrenada en Nueva York el 31 de diciembre de 1879, antes de su estreno londinense en 1880. El trío esperaba combatir la piratería estableciendo una producción autorizada y realizando giras por los Estados Unidos antes de que otros pudieran copiarla y retrasando la publicación del libreto y las partituras. Esta estrategia generó grandes ingresos para la sociedad, pero nunca lograron obtener los derechos de autor de sus obras en los Estados Unidos. The Pirates of Penzance fue un éxito inmediato en Nueva York y también en Londres, convirtiéndose en una de los óperas más populares de Gilbert y Sullivan.

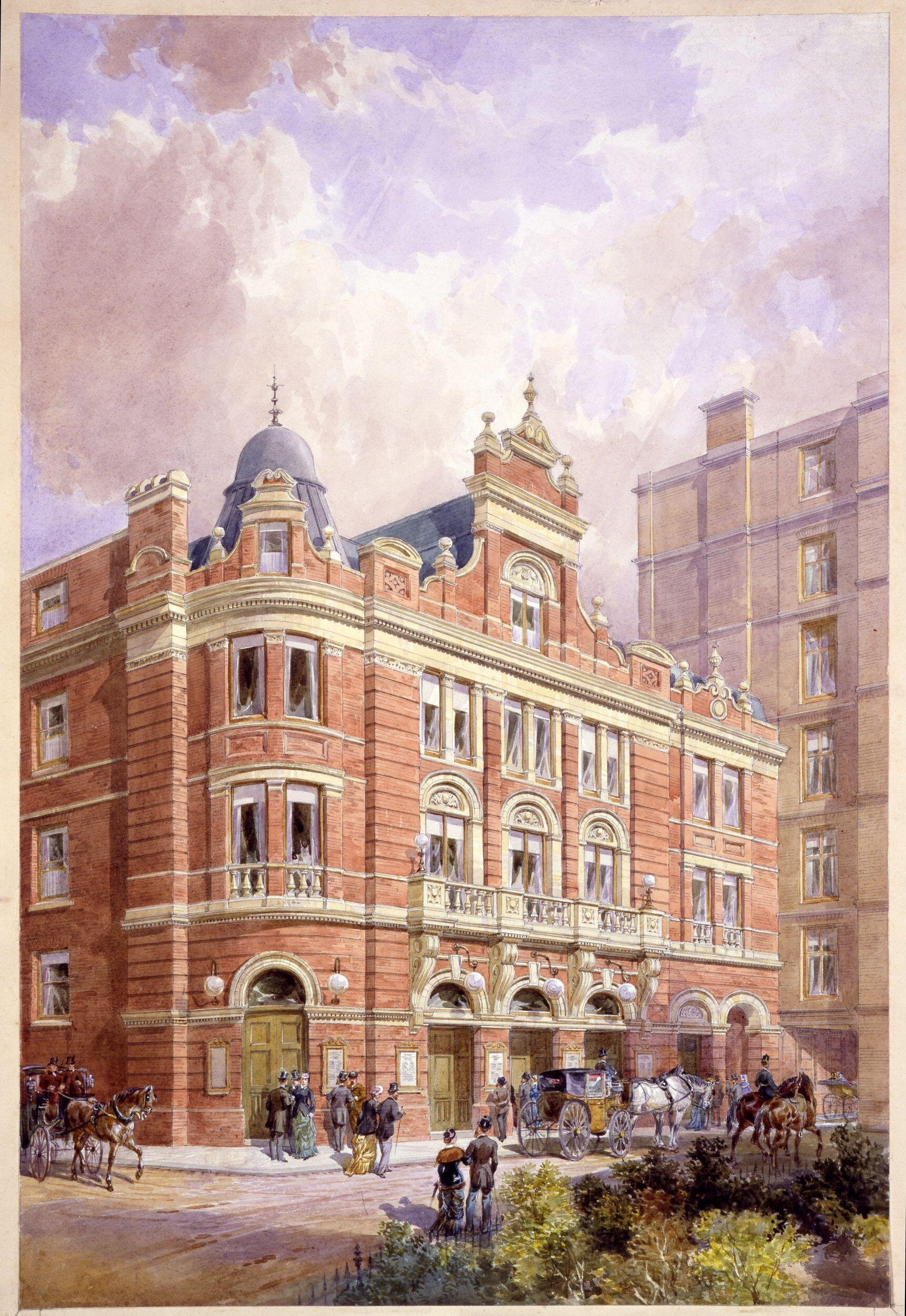
El Teatro Savoy, hacia 1881.

La próxima ópera de Gilbert y Sullivan, Patience, fue estrenada en la Opera Comique en abril de 1881 y fue otro gran éxito, permaneciendo en cartelera durante más presentaciones que H.M.S. Pinafore, convirtiéndose así en la segunda temporada más larga para una obra musical en aquel entonces. Patience es una sátira sobre el esteticismo inmoderado de los años 1870 y 1880 en Inglaterra. Para promocionar la obra en los Estados Unidos, Carte envió en 1882 a uno de los artistas de su agencia de talentos, el joven poeta Oscar Wilde, a una gira por el país dando conferencias sobre el movimiento esteticista.
El empresario había estado planeando construir un teatro durante varios años para promover óperas cómicas inglesas, en especial las de Gilbert y Sullivan. En 1880, con los ingresos generados por las óperas del dúo y por su agencia de talento, compró una propiedad en la calle Strand y allí construyó el Teatro Savoy en 1881, llamado así en honor al Palacio Savoy, el cual había sido construido en ese lugar en el siglo XII por Pedro II de Saboya y que posteriormente pasaría a manos de Juan de Gante, I duque de Lancaster, siendo destruido durante la Rebelión de Wat Tyler en 1381. El nuevo teatro, con capacidad para 1300 personas (en contraste con las 862 de la Opera Comique), fue una instalación con tecnología de punta para ese entonces, estableciendo un nuevo estándar para comodidad y decoración y convirtiéndose en el primer edificio público en el mundo en ser iluminado completamente por luces eléctricas.
Patience fue la primera obra presentada en el teatro, transfiriendo desde la Opera Comique el 10 de octubre de 1881. Sin embargo, el primer generador instalado era demasiado pequeño para iluminar todo el edificio y aunque la fachada principal usaba luces eléctricas, el escenario fue iluminado con lámparas de gas hasta el 28 de diciembre de 1881. En la presentación de esa noche, Carte subió al escenario y rompió una bombilla encendida para demostrar la seguridad de la nueva tecnología. The Times concluyó que el teatro «es admirablemente adaptado a su propósito, sus cualidades acústicas son excelentes y cumple con todas las exigencias razonables de confort y buen gusto». Carte y el administrador del teatro George Edwardes, quien posteriormente ganaría fama como el gerente del Gaiety Theatre, introdujeron varias innovaciones incluyendo panfletos del programa gratis, asientos numerados (al estilo estadounidense), servicio de té durante los intervalos y una política de no aceptar propinas para ciertos servicios como el de guardarropa. A pesar de esto, los gastos diarios en el teatro eran aproximadamente la mitad de los ingresos obtenidos por la venta de tiquetes. Las últimas ocho colaboraciones de Gilbert y Sullivan fueron estrenadas en el Savoy, por lo que pasaron a ser conocidas como las óperas Savoy.
Además de sus labores como empresario teatral, Carte también fue el dueño de varios hoteles de lujo. Su primer hotel fue el Savoy Hotel, diseñado por el arquitecto Thomas Edward Collcutt e inaugurado en 1889. La construcción fue financiada con las ganancias de la producción de El Mikado y el hotel fue el primero en el mundo en ser iluminado por luz eléctrica y en contar con ascensores eléctricos. Durante los años 1890, bajo la dirección del gerente César Ritz y el chef Auguste Escoffier, la fama del Savoy como un hotel de lujo incrementó y generaría más ingresos que las otras actividades de Carte, incluyendo su compañía de óperas. Carte posteriormente adquiriría y remodelaría el hotel Claridge's (1893), el Grand Hotel en Roma (1896), el restaurante Simpson's-in-the-Strand (1898) y el hotel The Berkeley (1900).

### Éxito con la ópera
Durante los años de colaboración entre Gilbert y Sullivan, Carte también produjo óperas y obras escritas por otros autores, generalmente para ocupar el teatro mientras su dúo estrella terminaba su más reciente creación. Muchas de esas piezas sirvieron como acompañamiento para las óperas Savoy, mientras que las más largas fueron puestas en escena de forma separada ya fuera en el Savoy o en una gira por las provincias. Asimismo, Carte y Lenoir continuaron operando su compañía de talento y el empresario mantenía un nivel de actividad frenético. Por ejemplo, en 1881, no solo estaba a cargo de dos producciones de Patience en Londres y en Nueva York, sino que también tenía dos compañías teatrales de gira con otras óperas de Gilbert y Sullivan, otra produciendo Les noces d'Olivette y otra con Claude Duval en los Estados Unidos, una producción de Youth en un teatro de Nueva York, una gira de conferencias de Archibald Forbes (un corresponsal de guerra) y producciones de Patience, The Pirates of Penzance, Claude Duval y Billee Taylor en asociación con J. C. Williamson en Australia.
Carte también introdujo la práctica de dar licencia a compañías teatrales amateur para producir las obras sobre las cuales tenía derechos de uso, lo que incrementaba la popularidad de las obras e incrementaba la venta de partituras y libretos y el alquiler de instrumentos musicales. Esto tuvo un impacto positivo en el teatro amateur, ya que previamente ese tipo de compañías eran tratadas con desprecio por los profesionales, pero pasaron a ser vistas como una fuente de talento y una escuela de entrenamiento. En gran parte el incremento en la reputación de los teatros amateur fue atribuido a la popularidad y al furor por interpretar las óperas de Gilbert y Sullivan. Debido al crecimiento en el número de compañías teatrales, se creó la National Operatic and Dramatic Association (Asociación Nacional Operática y Dramática) en 1899 y en 1914 se reportó que alrededor de 200 compañías habían producido óperas de Gilbert y Sullivan.
Después de Patience, Carte produjo Iolanthe, la cual fue inaugurada en 1882, y firmó un contrato de cinco años con Gilbert y Sullivan en febrero de 1883, el cual los obligaba a escribir una nueva ópera para el empresario cada seis meses. El compositor no tenía intenciones de trabajar inmediatamente con Gilbert, pero estaba experimentando problemas financieros ya que su agente de bolsa se declaró en bancarrota en noviembre de 1882 y se vio obligado a firmar el contrato para solventar su situación. Andrew Crowther, un experto en W. S. Gilbert, comenta que «[el contrato] convertía a [Gilbert y Sullivan] en empleados de Carte, una situación que creó resentimientos». La siguiente ópera del dúo, Princess Ida, fue inaugurada en enero de 1884 y Carte se dio cuenta rápidamente de que la ópera estaba siendo poco exitosa en la taquilla, por lo que recurrió al contrato para obligar al dúo a escribir una nueva ópera. La sociedad musical de aquella época presionaba constantemente a Sullivan a abandonar la ópera cómica por música seria y después de que fue nombrado caballero en 1883 la presión solo aumentó. El compositor se arrepintió de haber firmado el contrato y en marzo de 1884 le dijo a Carte que «le era imposible hacer otra pieza como las que ya he hecho con Gilbert».
Durante este y otros conflictos en los años 1880, Carte y Helen Lenoir tuvieron que ser mediadores entre Gilbert y Sullivan usando una mezcla de amistad y visión para los negocios. A pesar de esto, el compositor estuvo a punto de abandonar la sociedad en varias ocasiones, pero aun así el empresario fue capaz de persuadir a sus socios de producir ocho óperas más. Cuando Princess Ida fue retirada de cartelera después de una temporada relativamente corta de nueve meses, los socios se encontraron por primera vez sin una nueva ópera para presentar. Gilbert sugirió que hicieran una ópera en la que las personas se enamora en contra de su voluntad después de que beben una pastilla mágica, pero Sullivan ya había rechazado un argumento similar. Sin embargo, Gilbert tuvo una nueva idea y empezó a trabajar en ella en mayo de 1884.

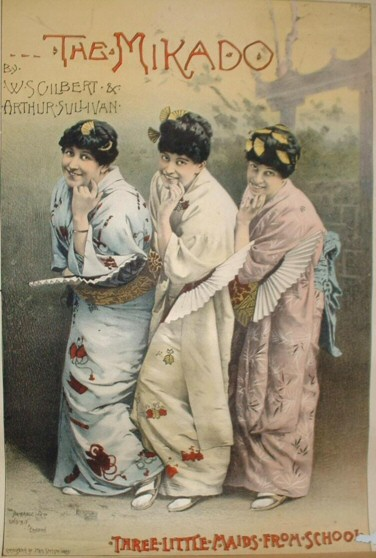
Litografía de El Mikado.

Mientras sus socios terminaban la nueva obra, Carte produjo el primer reestreno de The Sorcerer junto con Trial by Jury así como matinées de The Pirates of Penzance interpretada por un elenco de niños. La nueva ópera, El Mikado, fue estrenada en marzo de 1885 y se convirtió en el mayor éxito del dúo. La pieza era una sátira sobre la instituciones británicas solo que ambientada en Japón y aprovechó el interés victoriano por el exótico y pintoresco Extremo Oriente. El Mikado sería la ópera Savoy con la temporada más larga con 672 presentaciones en el Teatro Savoy, suplantando a Patience como la segunda temporada más larga para una obra musical hasta ese momento. Asimismo, fue extremadamente popular en los Estados Unidos y otras partes del mundo y continúa siendo la ópera Savoy producida con mayor frecuencia.
La próxima ópera de Gilbert y Sullivan fue Ruddigore, inaugurada en enero de 1887, y aunque fue un éxito financiero, la obra no alcanzó a superar las marcas establecidas por El Mikado. Cuando Ruddigore fue retirada de cartelera después de nueve meses, Carte reestreno otras óperas del dúo en el Savoy durante casi un año. Después de otro intento de persuadir a Sullivan para que aceptara una trama con «pastillas amorosas», Gilbert escribió un argumento «semi serio» para The Yeomen of the Guard, estrenada en octubre de 1888. La ópera estuvo en cartelera por más de un año y tuvo giras exitosas tanto en Nueva York como en el Reino Unido. Este fue un periodo feliz para Carte, con una obra con una temporada larga, un nuevo matrimonio y un nuevo hotel y teatro en construcción. Cuando el empresario le pidió a sus socios una nueva pieza, Sullivan se mostró renuente a componer música para otra ópera cómica y le preguntó a Gilbert si podía escribir un «trabajo dramático de mayor escala musical». Aunque rechazó la oferta de su compañero, el dramaturgo propuso un trato que su socio aceptó: ambos escribirían una ópera ligera para el Savoy y, al mismo tiempo, el compositor trabajaría en una grand opéra que Carte produciría en el nuevo teatro que estaba construyendo especialmente para ese tipo de obras. La nueva ópera ligera fue The Gondoliers, estrenada en diciembre de 1889 y la cual ser convertiría en una de las piezas más exitosas del dúo.
Durante estos años, Carte no solo fue el gerente del teatro, sino que también participaba activamente en la producción de las obras junto a sus socios, realizando castings y buscando diseñadores de escenario y vestuario. Asimismo, estaba a cargo de la publicidad, de dirigir y contratar los diseñadores de las obras que no fueran de Gilbert, incluyendo los acompañamientos (algunas veces con la ayuda de asistentes), y de realizar el casting, dirigir y realizar los ensayos de las compañías que salían de gira. De acuerdo con Henry Lytton, «el Sr. Carte era un gran gerente teatral. Él podía captar todos los destalles de una escena con un solo vistazo y decir que estaba mal hecho». La calidad de las producciones de Carte creó una demanda doméstica e internacional por ellas, por lo que el empresario enviaba compañías a realizar giras por las provincias británica, los Estados Unidos (generalmente administradas por su esposa Helen), Europa Continental y otros lugares. La reina Victoria honró a la compañía invitándolos a realizar una función real de The Gondoliers en el Castillo de Windsor en 1891. Mientras seguía de cerca el libreto, la Reina se dio cuenta de que algunas adiciones eran hechas por los actores y le pidió a Carte que le explicara el porqué. El empresario le dijo que las adiciones «eran lo que nosotros llamamos gags», la monarca comentó que ella siempre había entendido que «gags era coas que se ponían por la autoridad en las bocas de las personas», a lo que Carte respondió que «estos gags, Su Majestad, son cosas que la gente pone en su propia boca sin ninguna autoridad».

### Fin de la sociedad y últimos años
El 22 de abril de 1890, durante la temporada de estreno de The Gondolier, Gilbert descubrió que los gastos de mantenimiento del teatro, incluyendo una nueva alfombra de £500 para la entrada del local, estaban siendo cargados a la sociedad en vez de ser pagados por Carte. El libretista, enojado, lo confrontó, pero el empresario se rehusó a cambiar las cuentas. A pesar de que el monto no era grande, Gilbert creía que era un asunto moral y que Carte no debía ignorarlo. El dramaturgo se marchó enfadado y escribió a Sullivan diciéndole que «Lo dejé [a Carte] diciéndole que era un error patear la escalera por la que había subido». Helen Carte escribió que Gilbert se había dirigido a su esposo «de una manera que yo no pensaría que se usara para una ofensa de tan baja importancia». Las relaciones se deterioran y Gilbert entabló una demanda. Sullivan se alió con Carte, quien estaba construyendo la Royal English Opera House, la cual iba a albergar la próxima grand opéra del compositor. El dramaturgo ganó la demanda y se mostró justificado, pero sus acciones hirieron el ego de sus compañeros y la sociedad fue disuelta.
La primera producción de Carte en la Royal English Opera House fue la única grand opéra de Sullivan, Ivanhoe, la cual fue estrenada en enero de 1891. La obra permaneció en cartelera durante 155 presentaciones, un récord para una ópera, pero aun así no había otras óperas para producir en el nuevo teatro, por lo que Ivanhoe era presentada cada noche con un elenco diferente y cuando fue retirada de cartelera en julio, Carte no tenía ninguna otra obra para poner en escena y cerró el teatro. La Royal English Opera House reabrió en noviembre de 1891 con La Basoche de André Messager alternando con Ivanhoe, pero posteriormente solo se presentó La Basoche, la cual fue retirada de cartelera en enero de 1892. Carte se encontró nuevamente sin una obra que presentar en el teatro y su inversión fue un fracaso. Henry Wood, quien fue el répétiteur de la producción de Ivanhoe, escribiría en su autobiografía: «Si D'Oyly Carte hubiera tenido un repertorio de seis óperas en lugar de solo una, creo que hubiera sido capaz de establecer una casa de ópera inglesa permanente en Londres. Al final de la temporada de Ivanhoe, yo estaba preparando El holandés errante con Eugène Oudin en el papel principal. Él hubiera sido magnífico. Sin embargo, los planes cambiaron y el proyecto fue archivado». El empresario alquiló el teatro a Sarah Bernhardt durante una temporada y al final lo vendió al productor Augustus Harris. El teatro fue convertido en un music hall y pasó a llamarse el Palace Theatre of Varieties (Teatro Palace de Variedades).

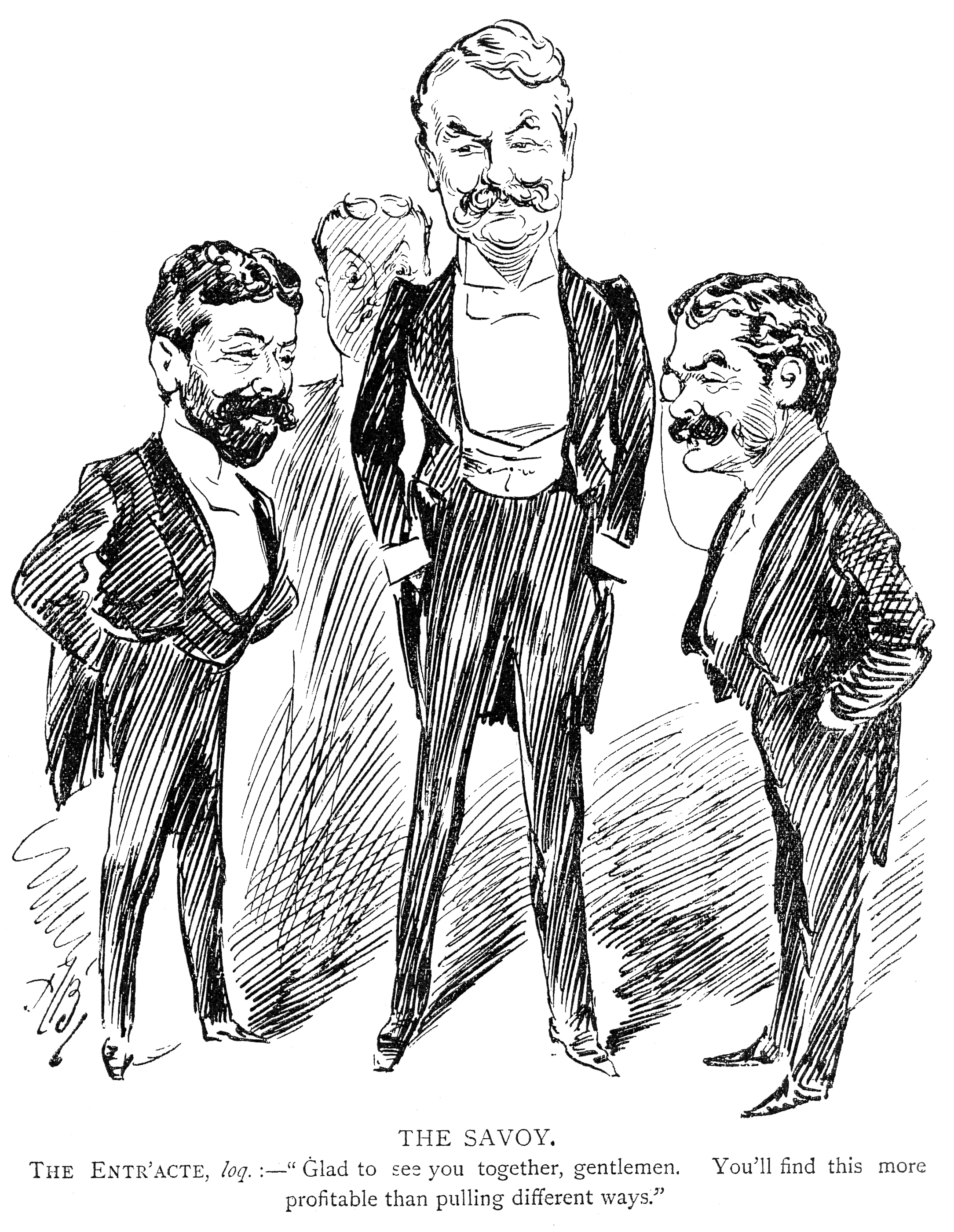
Caricatura de la revista Entr'acte expresando su satisfacción por la reunión de Gilbert y Sullivan (1894).

Gilbert había prometido no volver a escribir para el Savoy después de la disputa de la alfombra. Cuando The Gondoliers terminó su temporada en 1891, Carte tuvo que buscar nuevos libretistas y compositores para que escribieran nuevas óperas para su teatro y recurrió a sus amigos George Dance, Frank Desprez y Edward Solomon, quienes crearon The Nautch Girl, la cual tuvo 200 presentaciones entre 1891 y 1892. Después de esto, reestrenó The Vicar of Bray de Solomon y Sydney Grundy durante el verano de 1892 y posteriormente produjo Haddon Hall de Grundy y Sullivan, la cual permaneció en cartelera hasta abril de 1893. Mientras producía nuevas piezas y organizaba reestrenos en el Savoy, sus compañías de gira continuaban trabajando en el Reino Unido y en Estados Unidos. En 1894, por ejemplo, había cuatro compañías de gira por el Reino Unido y una en Estados Unidos.
La demanda de Gilbert había resentido a Carte y Sullivan, pero debido al éxito de la sociedad, el empresario y su esposa finalmente trataron de reconciliar al dúo. Después de varios intentos fallidos de la pareja, la reconciliación fue posible gracias a los esfuerzos de Tom Chappell, quien publicaba las partituras de sus obras. En 1893, Gilbert y Sullivan escribieron su penúltima colaboración, Utopia, Limited. Mientras la obra era preparada, Carte produjo Jane Annie, con libreto de James Matthew Barrie y Arthur Conan Doyle y música de Ernest Ford. A pesar de la popularidad de Barrie y Conan Doyle, el espectáculo fue un fracaso y solo fue presentado en 51 ocasiones.

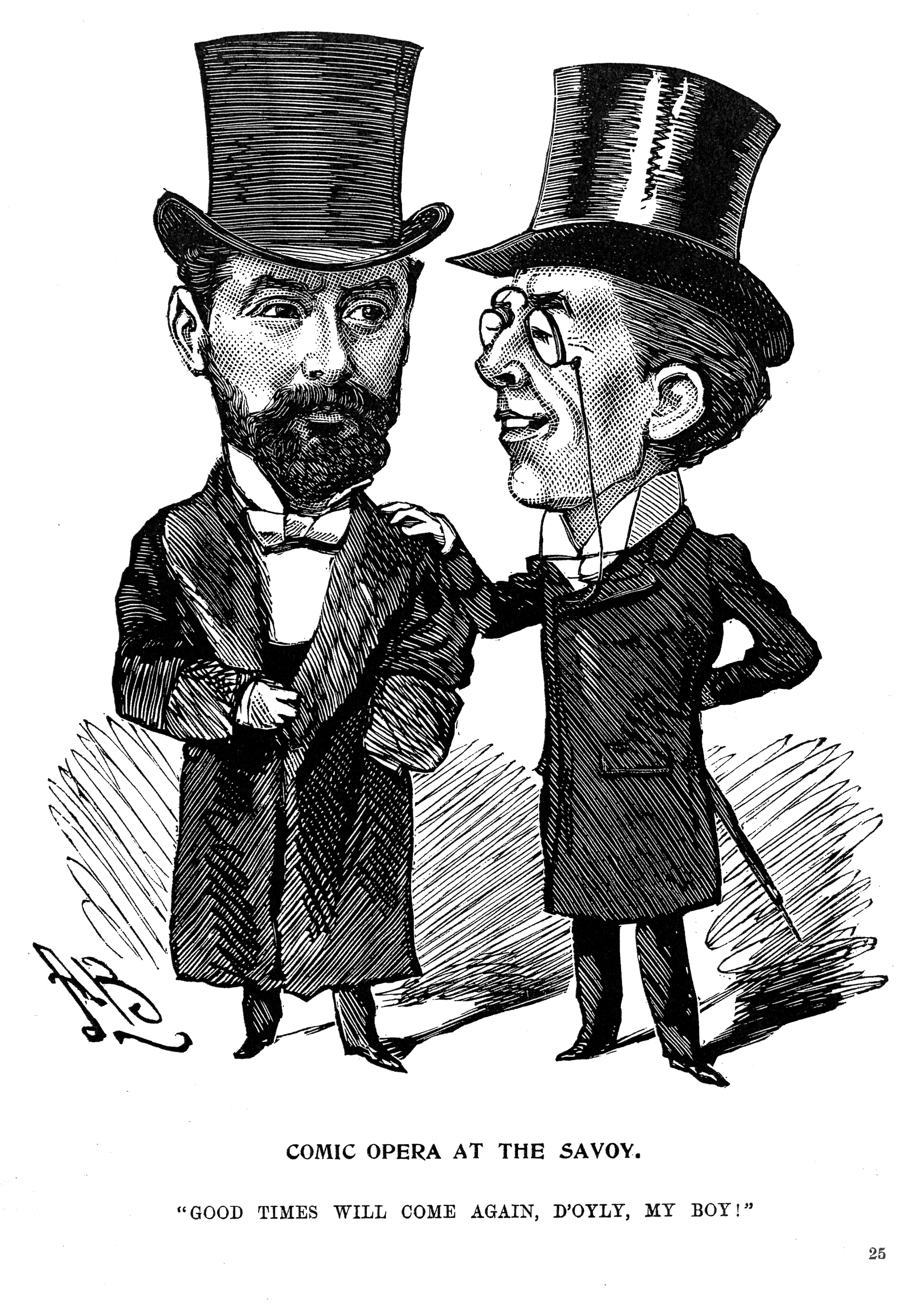
Caricatura de la revista Entr'acte: George Grossmith consuela a Carte después del fracaso de The Grand Duke (1899).

Utopia, Limited fue la producción más costosa de Carte hasta ese entonces, pero tuvo una temporada relativamente corta de 245 presentaciones, terminando en junio de 1894. El empresario produjo entonces Mirette de André Messager y The Chieftain de Francis Burnand y Sullivan. Estas tuvieron temporadas de 102 y 97 presentaciones respectivamente. La compañía realizó una gira por los suburbios de Londres y el Savoy permaneció cerrado durante el verano (boreal) de 1895, reabriendo sus puertas en noviembre para un reestreno de El Mikado. Estas óperas fueron seguidas por The Grand Duke, la cual permaneció en cartelera por 123 presentaciones y fue el único fracaso económico de Gilbert y Sullivan. The Gondoliers fue el último éxito del dúo y después de The Grand Duke no volvieron a colaborar. Posteriormente, Carte produciría en el Savoy His Majesty (1897), La Grande-Duchesse de Gérolstein (1897), The Beauty Stone (1898) y The Lucky Star (1899), así como varios reestrenos de obras de Gilbert y Sullivan.
Aunque los años 1890 trajeron más decepciones al negocio teatral de Carte, sus hoteles prosperaron y crecieron. El empresario compró el restaurante Simpson's-in-the-Strand y el hotel Claridge's, los cuales reconstruyó completamente. Durante estos años, experimento un solo revés cuando tuvo que despedir al gerente del Savoy Hotel, Ritz, y a su chef estrella, Escoffier, por mala conducta financiera. El empresario eligió a George Reeves-Smith, quien era gerente y copropietario de The Berkeley, como el sucesor de Ritz y para asegurar sus servicios compró The Berkely en 1900 y nombró a Reeves-Smith director general del Savoy Group, el cual incluía todos los hoteles de Carte. Carte usó el mismo método para contratar a M. Joseph, quien entonces era propietario del Marivaux Restaurant en París, como el maître d'hôtel. A pesar de estar gravemente enfermo, insistió en viajar a París, compró el Marivaux y regresó con Joseph para el Savoy Hotel.
A finales de los años 1890, la salud de Carte empezó a deteriorarse y su esposa Helen asumió mayores responsabilidades en la compañía de ópera, llegando a administrar exitosamente el Teatro Savoy y las giras teatrales en las provincias. En 1894, el empresario contrató a su hijo, Rupert, como su asistente. Mientras su padre estaba enfermo, Rupert asistió a su madre y a Gilbert a producir el primer reestreno de The Yeomen of the Guard en 1897. Durante este periodo, se produjeron varios espectáculos con temporadas relativamente cortas, incluyendo The Beauty Stone de Sullivan, la cual permaneció en cartelera por solo 50 presentaciones en 1898. En 1899, Carte por fin tuvo un nuevo éxito con The Rose of Persia, con libreto de Basil Hood y música de Sullivan, la cual fue presentada en 213 ocasiones durante su temporada de estreno. Carte y Sullivan murieron antes de que se produjera la próxima ópera de Hood, The Emerald Isle y Edward German tuvo que terminar la música que el compositor había empezado.

## Vida privada

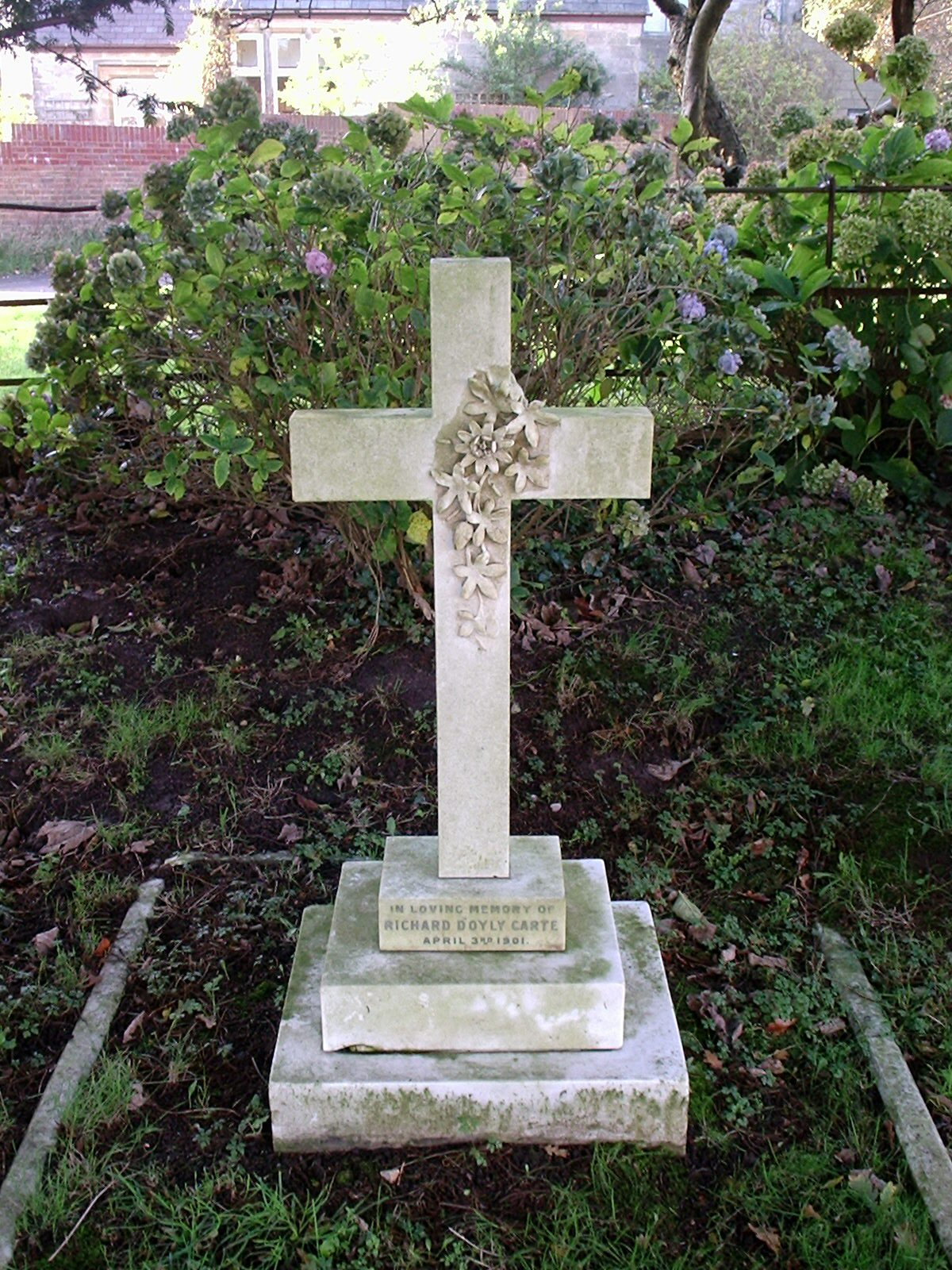
Tumba de Carte en la St Andrews Church (Iglesia de San Andrés) en Fairlight (Sussex Oriental).

Carte estuvo casado en dos ocasiones. Su primera esposa fue Blanche Julia Prowse (1853-1885), la hija de William Prowse, un fabricante de pianos y editor de partituras musicales. Siendo una adolescente, Blanche participó en varias obras teatrales amateur junto a Carte. La pareja se casó en 1870 y tuvo dos hijos: Lucas (1872-1907) y Rupert (1876-1948). Blanche murió en 1886 y tres años más tarde Carte se casó con su asistente, Helen Lenoir. La boda se realizó en la Savoy Chapel (Capilla Savoy) y Arthur Sullivan fue el padrino de bodas. Rupert realizó una pasantía en una firma de contabilidad y se convirtió en el asistente de su padre en 1894. Lucas, en cambio, no tuvo relación alguna con el negocio familiar y se convirtió en un barrister. En 1899, fue nombrado secretario privado de Charles Russell, Barón Russell de Killowen, para el arbitraje internacional sobre la frontera venezolana en París. Allí contrajo tuberculosis y murió 8 años más tarde a causa de esa enfermedad.
La residencia de Carte en Londres se encontraba en Adelphi, cerca del Teatro Savoy. El empresario era un apasionado de las artes visuales, por lo que invitó a su amigo, James McNeill Whistler, a decorar la casa. Whistler pintó el salón de billar del color del paño de la mesa y el resto de la casa fue pintada por el mismo artista de color amarillo. Carte, quien también era un entusiasta por las innovaciones tecnológicas, instaló un elevador en su hogar, el primero en ser instalado en una residencia privada en Inglaterra. Asimismo fue dueño de una isla en el río Támesis entre Shepperton y Weybridge en la cual construyó una casa. Aunque originalmente pretendía que la construcción fuera un hotel, no pudo obtener los permisos necesarios y la convirtió en una residencia privada. Durante sus últimos años, mostró su sentido del humor macabro conservando a un cocodrilo en la isla.
El empresario murió en su casa de Londres de edema y de una falla cardíaca poco antes de su 57° cumpleaños. Fue enterrado en el cementerio de la St Andrews Church (Iglesia de San Andrés) en Fairlight (Sussex Oriental) cerca de la tumba de sus padres. Asimismo, se realizó un servicio religioso en su memoria en la capilla del Savoy, en donde posteriormente se le dedicó un vitral. Carte dejó una herencia valorada en 250 000 libras.

## Legado
Carte fue vital para sacar el teatro británico del decrépito estado en el que se encontraba a mediados de la era victoriana y llevarlo a una posición eminente y respetable, que le valió el nombramiento de caballeros a actores como Henry Irving y a dramaturgos como W. S. Gilbert. George Bernard Shaw escribió sobre su legado teatral: «El Sr. D'Oyly Carte fundó una nueva escuela de ópera cómica inglesa, elevó la puesta en escena de óperas al nivel de una Bella Arte y finalmente construyó una nueva Casa de Ópera Inglesa e hizo grandes esfuerzos para hacer por la grand opéra inglesa lo mismo que había hecho por la ópera cómica». En su obituario en The Times se escribió que «con su gusto refinado [Carte] elevó la reputación de la puesta en escena de las óperas Savoy a un nivel muy alto». A través de la producción de las óperas Savoy, el empresario influyó considerablemente el desarrollo del teatro musical moderno.
También fue vital para incrementar la respetabilidad de los hoteles en esa época. De acuerdo con el Oxford Dictionary of National Biography: «Empezando por el príncipe de Gales, [el Savoy Hotel] se convirtió en un lugar de encuentro para la alta sociedad londinense y los noveaux riches del Imperio Británico... La comida y el ambiente atraían a los socios de clubes a cenar en público y dar grandes fiestas en el hotel. Le permitía a las señoritas, que hasta entonces temían comer en público, ser vistas con sus mejores vestidos en los salones del Savoy».

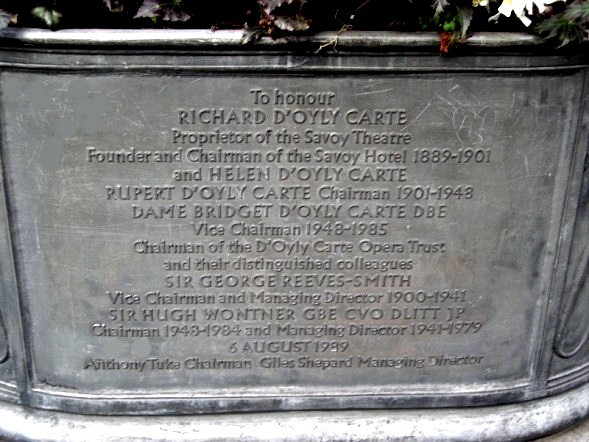
Placa conmemorativa en frente del Savoy Hotel.

Después de su muerte, las propiedades de Carte pasaron a manos de su esposa Helen, quien continuó organizando producciones de las óperas Savoy en Londres y giras en las provincias y en el extranjero. En 1901, alquiló el Teatro Savoy a William Greet, a quien supervisó durante el reestreno de Iolanthe y la producción de nuevas óperas cómicas. Mientras tanto, en 1903, Rupert se convirtió en el presidente de la junta del Savoy Hotel, aunque Helen continuó siendo la propietaria. A finales de 1906, Helen organizó un repertorio de obras de Gilbert y Sullivan para ser presentadas en el Savoy. El espectáculo, el cual fue dirigido por Gilbert, fue alabado por la crítica, fue un éxito de taquilla y ayudó a revitalizar la compañía. Sin embargo, después de la presentación de un segundo repertorio de óperas Savoy en 1909, la compañía se dedicó a realizar giras por el Reino Unido y no volvió a presentarse en Londres hasta 1919.
Cuando Helen murió en 1913, los negocios de la familia pasaron a ser administrados por Rupert, quien conservó los hoteles previamente adquiridos, con la excepción del Grand Hotel en Roma, y expandió las operaciones hoteleras en Londres. El Savoy Group (Grupo Savoy), el nombre dado al consorcio hotelero, estuvo bajo el control de la familia Carte y sus asociados hasta 1998. Los hoteles de Carte continúan estando entre los más prestigiosos de Londres y el Evening Standard incluso catalogó en 2009 al Savoy como el «hotel más famoso de Londres».

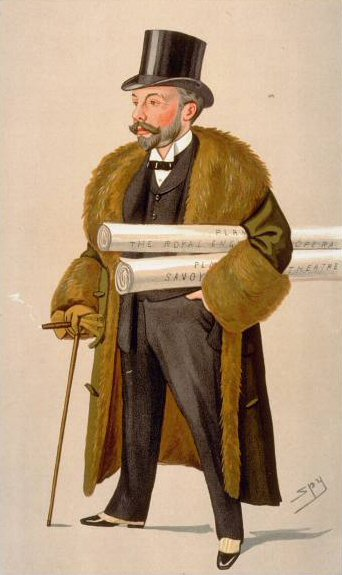
Caricatura de Richard D'Oyly Carte en Vanity Fair por Leslie Ward (1891).

Rupert D'Oyly Carte refrescó las producciones de la compañía de ópera y a partir de 1919 añadió más presentaciones en Londres así como giras nacionales e internacionales y, cuando murió en 1948, le dejó la compañía a su hija, Bridget D'Oyly Carte. Sin embargo, los elevados costos de producción y la falta de apoyo gubernamental afectaron a la compañía y Bridget se vio obligada a cerrarla en 1982. A pesar de esto, las óperas de Gilbert y Sullivan continúan siendo producidas frecuentemente y la visión de Carte de que hubieran óperas ligeras británicas aún perdura.

## Composiciones

### Operetas
- Dr. Ambrosius – His Secret (1868)[6]
- Marie (1871, con libreto de E. Spencer Mott)
- Happy Hampstead (1876, con libreto de Frank Desprez)[23]

### Canciones
- «Come Back to Me»[5]
- «Diamond Eyes» (letra de L. H. F. du Terraux)[163]
- «The Maiden's Watch» (letra de Amy Thornton e interpretada por Adelaide Newton)
- «The Mountain Boy» (interpretada por Florence Lancia)
- «Pourquoi?»
- «Questions» (letra de Frank Desprez)
- «The Setting Sun»[164]
- «Stars of the Summer Night» (serenata, con letra de Henry Wadsworth Longfellow)
- «Twilight» (canzonetta)
- «Waiting» (letra de Adelaide Anne Procter)[165]
- «Wake, Sweet Bird»[164]
- «Why so pale and wan, fond lover»[166]